# توماس أ. دورسي
توماس أ. دورسي (بالإنجليزية: Thomas A. Dorsey)‏ هو كاتب أغاني وعازف جاز وعازف بيانو أمريكي، ولد في 1 يوليو 1899 في فيلا ريكا في الولايات المتحدة، وتوفي في 23 يناير 1993 في شيكاغو في الولايات المتحدة.

## وصلات خارجية
- توماس أ. دورسي على موقع IMDb (الإنجليزية)
- توماس أ. دورسي على موقع الموسوعة البريطانية (الإنجليزية)
- توماس أ. دورسي على موقع ميوزك برينز (الإنجليزية)
- توماس أ. دورسي على موقع قاعدة بيانات برودواي على الإنترنت (الإنجليزية)
- توماس أ. دورسي على موقع إن إن دي بي (الإنجليزية)
- توماس أ. دورسي على موقع أول ميوزيك (الإنجليزية)
- توماس أ. دورسي على موقع ديسكوغز (الإنجليزية)
- توماس أ. دورسي على موقع ديسكوغز (الإنجليزية)
- توماس أ. دورسي على موقع ديسكوغز (الإنجليزية)
- توماس أ. دورسي على موقع قاعدة بيانات الفيلم (الإنجليزية)